# ÁVT BERAUN
Az ÁVT  I. 504-581 mozdonyok  tehervonati szerkocsis gőzmozdonyok voltak az Osztrák–Magyar Államvasút-Társaság-nál (ÁVT), amelyek a kkStB is beszerzett Rakonitz-Protivín és a Tarnów-Leluchów pályaszakaszaira.

## Története
Az ÁVT 1866-1873 között építette ezeket a három kapcsolt kerékpárú gépeket a saját mozdony gyárában. Az ÁVT első számozási rendszerében 504-581 pályaszámokat, 1873-ban  pedig IVs osztály 758-835 számokat kaptak. Ennek a sorozatnak a később gyártott tagjai  836-859-ig lettek beszámozva. Végül 1897-ben 3301-3374 lett a pályaszámuk. A magyar pályaszakaszok 1891-es államosításakor a sorozat mozdonyaiból 14 db került MÁV állományba ahol előbb IIIm osztály 3061-3074, majd 1911-től a 358 sorozatba lettek beosztva.
1875-ben a cs.kir. Tarnów-Leluchów Vasútnak 12 db és  1875-1876-ban a Rakonitz-Protivín Vasút számára szintén 12 db épült. A Tarnów-Leluchów Államvasutaknál a BIAŁA, BOBOWA, DUNAJEC, GROMNIK, GRYBÓW, KRYNICA, LELUCHÓW, RYTRO, TARNÓW, TUCHÓW, SZCZAWINCA és ŻEGIESTÓW neveket kapták. Az sorozat mozdonyait a Rakonitz-Protivín Vasútnak  a Wiener Neustadti Mozdonygyár és a Floridsdorfi Mozdonygyár szállította. A mozdonyok 201-212 pályaszámokat és a BERAUN, BŘEZNIC, MILIN, MIROVIC, PISEK, PŘIBRAM, PROTIWIN, PÜRGLITZ, RAKONITZ, ZDIC, ALTHÜTTEN és STADTL neveket kapták.
Az osztrák pályarészek államosítása után a Tarnow-Leluchów Vasút mozdonyai 32,01-12 32,31-91 az ÁVT gépek 32.31–91 a Rakonitz-Protivín Vasútéi pedig először le 37,01-12, majd 1892-től 32,13-24 pályaszámokat kaptak a kkStB-nél.
Az első világháború után a fennmaradó nyolc Rakonitz-Protivín Vasút mozdonyaiból mint 311,0 sorozat, 40 darab ÁVT mint 311,1 sorozat került a  ČSD állományába, amelyeket 1937-ig selejteztek. A BBÖ-höz  két gép a Tarnow-Leluchów Vasúttól (32,02 és 03) és három az ÁVT mozdonyok közül (32,45, 72 és 76) került, amelyek 1925 voltak állományban. Két mozdony a Tarnow-Leluchów Vasúttól Jugoszláviába került, egy Olaszországba, mint  FS 198 001. A háború után a Tarnow-Leluchów Vasútnál megmaradt gépekből néhány a PKP-hez került, amelyeket ott selejteztek anélkül hogy, pályaszámot kaptak volna.

## Fordítás
- Ez a szócikk részben vagy egészben  a   StEG I 504–581 című német Wikipédia-szócikk fordításán alapul.  Az eredeti cikk szerkesztőit annak laptörténete sorolja fel. Ez a jelzés csupán a megfogalmazás eredetét és a szerzői jogokat jelzi, nem szolgál a cikkben szereplő információk forrásmegjelöléseként.